# Calcio ai XIX Giochi panamericani - Torneo maschile
La diciannovesima edizione del torneo di calcio maschile ai Giochi panamericani si svolge a Viña del Mar e a Valparaiso dal 23 ottobre al 4 novembre 2023. Al torneo partecipano otto nazionali: oltre al Cile, ammesso al torneo in qualità di paese ospitante, hanno guadagnato la qualificazione ai Giochi le prime tre squadre classificate al Campionato sudamericano di calcio Under-20 2023, la vincente e le migliori tre di ogni zona (Nord America, Centro America e Caraibi) del Campionato nordamericano di calcio Under-20 2022. In questa edizione il regolamento ricalca quello dei Giochi Olimpici, di conseguenza parteciperanno squadre composte da giocatori di un'età massima di 23 anni, con la possibilità di includere tre "fuori quota" senza limiti di età. Le otto squadre partecipanti sono state divise in due gruppi di 4 squadre ciascuno; le prime due classificate di ogni gruppo accedono alle semifinali.

## Partecipanti
| CONMEBOL                      | CONCACAF                                     |
| ----------------------------- | -------------------------------------------- |
| Brasile Cile Colombia Uruguay | Rep. Dominicana Honduras Messico Stati Uniti |

## Prima fase

### Girone A
| Squadra         | P | G | V | N | S | GF | GS | DR |
| --------------- | - | - | - | - | - | -- | -- | -- |
| Cile            | 9 | 3 | 3 | 0 | 0 | 7  | 0  | +7 |
| Messico         | 6 | 3 | 1 | 1 | 1 | 1  | 1  | 0  |
| Uruguay         | 3 | 3 | 1 | 0 | 2 | 1  | 2  | -1 |
| Rep. Dominicana | 0 | 3 | 0 | 0 | 3 | 0  | 6  | -6 |

#### Risultati
| Arbitro: | Juan López |

|               |           |  |
| Rodríguez 35’ | Marcatori |  |

| Arbitro: | Bryan Loayza |

|              |           |  |
| Guerrero 28’ | Marcatori |  |

| Valparaíso 26 ottobre 2023 | Messico         | 0 – 0 referto | Rep. Dominicana | Stadio Elías Figueroa Brander\| Arbitro: \| Jesús Cartagena \| |
| Arbitro:                   | Jesús Cartagena |               |                 |                                                                |

| Arbitro: | Yender Herrera Toledo |

|               |           |  |
| Aravena 45+1’ | Marcatori |  |

| Arbitro: | Juan López |

|  |           |                     |
|  | Marcatori | 28’ (aut.) Saldivia |

| Arbitro: | Bryan Loayza |

|                                                              |           |  |
| Fuentes 15’ Alfaro 28’ Assadi 75’ Montes 90+2’ Aravena 90+5’ | Marcatori |  |

### Girone B
| Squadra     | P | G | V | N | S | GF | GS | DR |
| ----------- | - | - | - | - | - | -- | -- | -- |
| Brasile     | 9 | 3 | 3 | 0 | 0 | 6  | 0  | +6 |
| Stati Uniti | 6 | 3 | 2 | 0 | 1 | 4  | 2  | +2 |
| Colombia    | 3 | 3 | 1 | 0 | 2 | 2  | 4  | -2 |
| Honduras    | 0 | 3 | 0 | 0 | 3 | 1  | 7  | -6 |

#### Risultati
| Arbitro: | Fernando Véjar Diaz |

|                     |           |  |
| Ruiz 35’ Cortés 35’ | Marcatori |  |

| Arbitro: | José Matos Uzcategui |

|             |           |  |
| Miranda 86’ | Marcatori |  |

| Arbitro: | Manuel Vergara |

|                             |           |            |
| Leyva 72’ - Ku-DiPietro 90’ | Marcatori | 19’ García |

| Arbitro: | José Burgos |

|                     |           |  |
| Biro 16’ Pirani 51’ | Marcatori |  |

| Arbitro: | José Matos Uzcategui |

|                                 |           |  |
| Ronald 50’ Martins 54’ Lara 79’ | Marcatori |  |

| Arbitro: | Fernando Véjar Diaz |

|  |           |                    |
|  | Marcatori | 63’ Ikoba 76’ Neri |

## Fase finale
|  | Semifinali | Semifinali  | Semifinali |         |       | Finale 1º posto | Finale 1º posto | Finale 1º posto |  |
|  |            |             |            |         |       |                 |                 |                 |  |
|  | 1A         | Cile        | 1          |         |       |                 |                 |                 |  |
|  | 1A         | Cile        | 1          |         |       |                 |                 |                 |  |
|  | 2B         | Stati Uniti | 0          |         |       |                 |                 |                 |  |
|  | 2B         | Stati Uniti | 0          |         | Cile  | Cile            | 1 (2)           |                 |  |
|  |            |             |            |         | Cile  | Cile            | 1 (2)           |                 |  |
|  |            |             | Brasile    | Brasile | 1 (4) |                 |                 |                 |  |
|  | 2A         | Messico     | Brasile    | Brasile | 1 (4) | 0               |                 |                 |  |
|  | 2A         | Messico     |            |         |       | 0               |                 |                 |  |
|  | 1B         | Brasile     | 1          |         |       | Finale 3º posto | Finale 3º posto | Finale 3º posto |  |
|  | 1B         | Brasile     | 1          |         |       |                 |                 |                 |  |
|  |            |             |            |         |       |                 |                 |                 |  |
|  |            |             |            |         |       | Stati Uniti     | Stati Uniti     | 1               |  |
|  |            |             |            |         |       | Stati Uniti     | Stati Uniti     | 1               |  |
|  |            |             |            |         |       | Messico         | Messico         | 4               |  |

### Semifinali
| Arbitro: | Juan López |

|           |           |  |
| Pérez 57’ | Marcatori |  |

| Viña del Mar 1 novembre 2023                      | Messico   | 0 – 1           | Brasile | Stadio Sausalito |
| \| \| \| \| \| \| Marcatori \| Leone 2’ (aut.) \| |           |                 |         |                  |
|                                                   |           |                 |         |                  |
|                                                   | Marcatori | Leone 2’ (aut.) |         |                  |

### Finale 7º posto
| Arbitro: | Juan Andrade |

|             |           |                              |
| Ciriaco 40’ | Marcatori | 11’ Miranda Carter 88’ Ochoa |

### Finale 5º posto
| Arbitro: | Manuel Vergara |

|                                                  |                      |                                       |
| O'Neill Nandín Cruz de los Santos Lavega Piñeiro | Tiri di rigore 4 – 3 | Palacios Castilla Rojas Mosquera Ruiz |

### Finale 3º posto
| Arbitro: | Fernando Véjar Diaz |

|           |           |                                           |
| Ikoba 20’ | Marcatori | 42’, 78’ Carrillo 50’ Fulgencio 88’ Ávila |

### Finale
| Arbitro: | Yender Herrera Toledo |

|                                  |                      |                                             |
| Guerrero 42’                     | Marcatori            | 83’ Ronald                                  |
| Zaldivia Villagra Fuentes Montes | Tiri di rigore 2 – 4 | Nascimento Ronald Figueiredo Miranda Mycael |

## Classifica finale
| Pos | Squadre         |
| --- | --------------- |
|     | Brasile         |
|     | Cile            |
|     | Messico         |
| 4.  | Stati Uniti     |
| 5.  | Uruguay         |
| 6.  | Colombia        |
| 7.  | Honduras        |
| 8.  | Rep. Dominicana |

## Marcatori
2 reti
- Ronald
- Alexander Aravena
- Maximiliano Guerrero
- Jordan Carrillo
- Tega Ikoba